# Kimmo Timonen
Kimmo Timonen (ur. 18 marca 1975 w Kuopio) – fiński hokeista, reprezentant Finlandii, pięciokrotny olimpijczyk.
Jego młodszy brat Jussi (ur. 1983) także jest hokeistą i występuje w macierzystym klubie obu braci, KalPa.

## Kariera klubowa
- KalPa U20 (1990–1994)
- KalPa (1992–1994)
- TPS Turku (1994–1997)
- HIFK (1997–1998)
- Nashville Predators (1998–2004, 2005–2007)
  -  Milwaukee Admirals (1998–1999)
  -  HC Lugano (2004–2005)
  -  Brynäs IF (2004–2005)
  -  KalPa (2004–2005)
- Philadelphia Flyers (2007–2015)
- Chicago Blackhawks (2015)

Wychowanek klubu KalPa. W barwach zespołu rozpoczynał grę w fińskich rozgrywkach SM-liiga. Następnie wystąpił jeszcze w dwóch innych klubach z Finlandii - TPS Turku i HIFK - zdobywając dwa tytuły mistrzowskie (w sezonach 1994-95 i 1997-98). Już jednak w roku 1993 został wybrany w dziesiątej rundzie draftu przez ekipę Los Angeles Kings. W lidze NHL zaczął występować dopiero w roku 1998, początkowo grywał jeszcze w Milwaukee Admirals, później zadomowił się w drużynie Nashville Predators. Podczas lokautu w sezonie 2004-05 wystąpił w kilkudziesięciu meczach szwajcarskiego HC Lugano, szwedzkiego Brynäs IF oraz swojego macierzystego klubu KalPa. Po lokaucie wrócił do Nashville Predators, a w kolejnym sezonie został kapitanem tej drużyny, choć tylko przez jeden sezon. Od 2007 zawodnik klubu NHL, Philadelphia Flyers. Podpisał kontrakt opiewający na kwotę 37,8 mln dolarów, co spowodowało, że na chwilę obecną jest najlepiej zarabiającym fińskim hokeistą w NHL. W lutym 2013 roku przedłużył kontrakt z klubem o rok. W pierwszej części sezonu NHL (2014/2015) nie rozegrał ani jednego meczu w barwach Flyers. Od końca lutego 2015 zawodnik Chicago Blackhawks. Z tym klubem zdobył w czerwcu Puchar Stanleya za mistrzostwo NHL, a tuż po tym sukcesie w wieku 40 lat ogłosił zakończenie kariery zawodniczej.

## Kariera reprezentacyjna

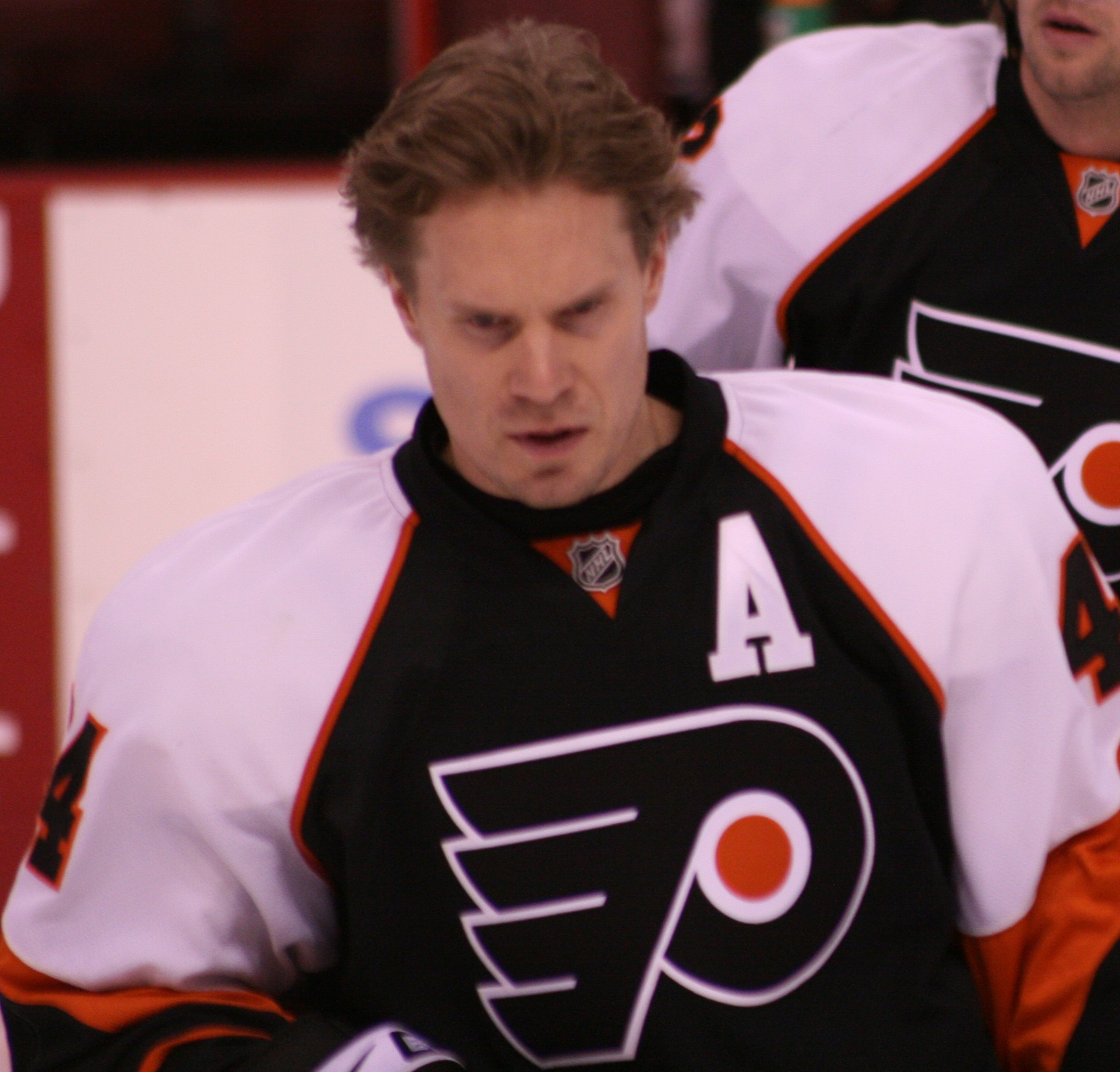
Kimmo Timonen w barwach Philadelphia Flyers (2010)

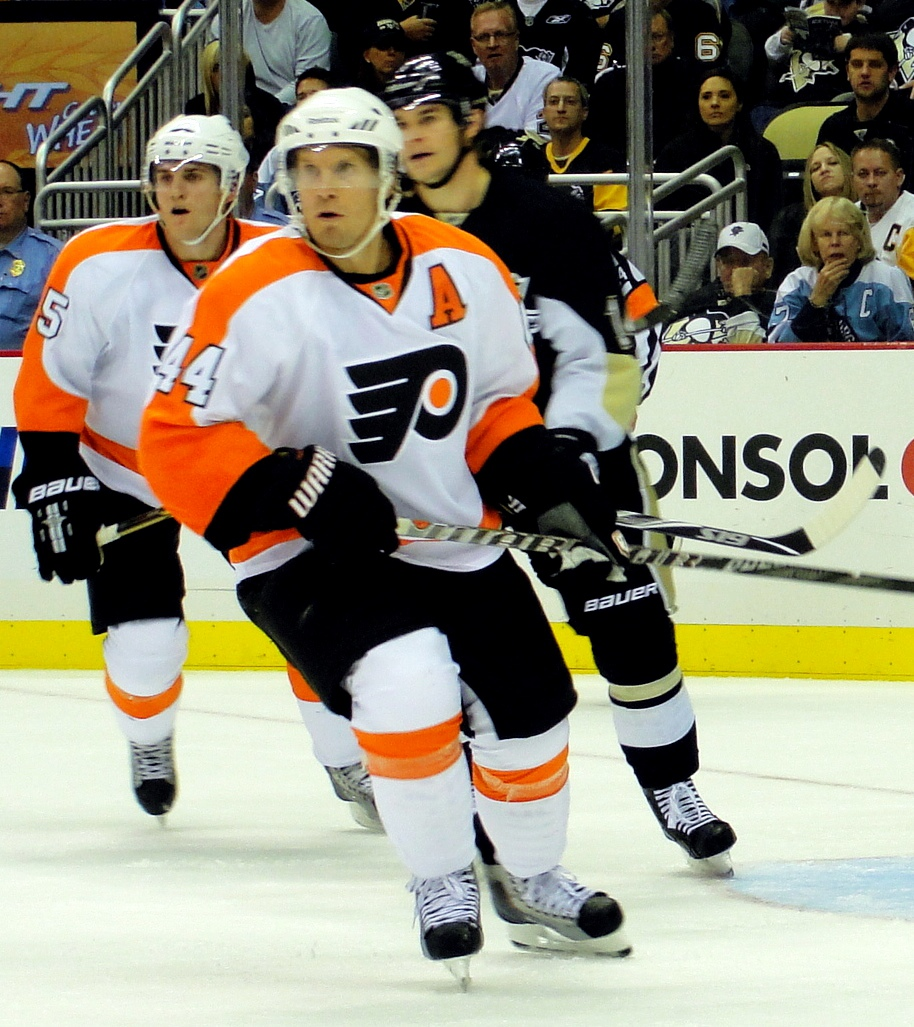
Kimmo Timonen (na pierwszym planie) w barwach Philadelphia Flyers (2010)

Uczestniczył w turniejach Pucharu Świata 1996, 2004, mistrzostw świata w 1996, 1998, 1999, 2001, 2002, 2003, 2005 oraz na zimowych igrzyskach olimpijskich 1998, 2002, 2006, 2010, 2014.
| Rok              | Drużyna          | Turniej                     | Miejsce          |    | M  | G  | A  | Pkt | MIN |
| ---------------- | ---------------- | --------------------------- | ---------------- | -- | -- | -- | -- | --- | --- |
| 1993             | Finlandia        | Mistrzostwa świata juniorów | 5.               | 7  | 2  | 0  | 2  | 6   |     |
| 1993             | Finlandia        | Mistrzostwa Europy juniorów | ?                | 6  | 2  | 2  | 4  | 2   |     |
| 1994             | Finlandia        | Mistrzostwa świata juniorów | 4.               | 7  | 3  | 3  | 6  | 4   |     |
| 1995             | Finlandia        | Mistrzostwa świata juniorów | 5.               | 7  | 2  | 6  | 8  | 4   |     |
| 1996             | Finlandia        | Mistrzostwa świata          | 5.               | 6  | 0  | 1  | 1  | 0   |     |
| 1998             | Finlandia        | Zimowe Igrzyska Olimpijskie | 3.               | 6  | 0  | 1  | 1  | 2   |     |
| 1998             | Finlandia        | Mistrzostwa świata          | 2.               | 10 | 2  | 6  | 8  | 4   |     |
| 1999             | Finlandia        | Mistrzostwa świata          | 2.               | 10 | 1  | 4  | 5  | 6   |     |
| 2001             | Finlandia        | Mistrzostwa świata          | 2.               | 9  | 2  | 2  | 4  | 10  |     |
| 2002             | Finlandia        | Zimowe Igrzyska Olimpijskie | 6.               | 4  | 0  | 1  | 1  | 2   |     |
| 2002             | Finlandia        | Mistrzostwa świata          | 4.               | 9  | 1  | 2  | 3  | 8   |     |
| 2003             | Finlandia        | Mistrzostwa świata          | 5.               | 7  | 2  | 5  | 7  | 2   |     |
| 2004             | Finlandia        | Puchar świata               | 2.               | 6  | 1  | 5  | 6  | 2   |     |
| 2005             | Finlandia        | Mistrzostwa świata          | 7.               | 6  | 2  | 1  | 3  | 6   |     |
| 2006             | Finlandia        | Zimowe Igrzyska Olimpijskie | 2.               | 8  | 1  | 4  | 5  | 2   |     |
| 2010             | Finlandia        | Mistrzostwa świata          | 3.               | 6  | 2  | 2  | 4  | 2   |     |
| Mecze juniorskie | Mecze juniorskie | Mecze juniorskie            | Mecze juniorskie | 27 | 9  | 11 | 20 | 16  |     |
| Mecze seniorskie | Mecze seniorskie | Mecze seniorskie            | Mecze seniorskie | 87 | 14 | 34 | 48 | 46  |     |

## Sukcesy
Reprezentacyjne
- Brązowy medal zimowych igrzysk olimpijskich: 1998, 2010, 2014
- Srebrny medal zimowych igrzysk olimpijskich: 2006
- Srebrny medal mistrzostw świata: 1998, 1999, 2001

Klubowe
- Złoty medal Mistrzostw Finlandii: 1995 z TPS, 1998 z HIFK
- Srebrny medal Mistrzostw Finlandii: 1996, 1997 z TPS
- Złoty medal Mestis: 2005 z KalPa
- Awans do SM-liiga: 2005 z KalPa
- Mistrzostwo Konferencji NHL: 2010 z Philadelphia Flyers
- Mistrzostwo Dywizji NHL: 2011 z Philadelphia Flyers
- Puchar Stanleya: 2013 z Chicago Blackhawks

Indywidualne
- Mistrzostwa Świata w Hokeju na Lodzie 1998:
  - Pierwsze miejsce w klasyfikacji kanadyjskiej wśród obrońców: 8 punktów
- SM-liiga 1997/1998:
  - Pierwsze miejsce w klasyfikacji +/- w sezonie zasadniczym (Trofeum Mattiego Keinonena)
- Mestis 2004/2005:
  - Najbardziej Wartościowy Zawodnik (MVP) fazy play-off
- Hokej na lodzie na Zimowych Igrzyskach Olimpijskich 2006:
  - Skład gwiazd turnieju
- NHL (2011/2012):
  - NHL All-Star Game

Wyróżnienie
- Galeria Sławy IIHF: 2020[6]